# Шихахмедов, Яхия Алдерович
Яхия Алдерович Шихахмедов (1987, Махачкала,  Дагестанская АССР, РСФСР, СССР) — российский спортсмен, специализируется по карате кумите и WKF. Чемпион Европы в команде, призёр чемпионатов Европы по WKF, чемпион России.

## Спортивная карьера
Спортивную карьеру начал в 1996 году в Махачкале под руководством тренеров Омара Муртазалиева и Надима Велиханов. В 2006 году выиграл чемпионат России в категории до 70 кг, занял второе место на Кубке России, а на чемпионате мира в Тампере участвовал в командном кумитэ, где в составе сборной России занял 5 место. В феврале 2007 года участвовал на молодёжном чемпионате Европы. В марте 2007 года стал серебряным призёром чемпионата России, уступив в финале Омару Омарову. В мае 2007 года стал чемпионом Европы в командном кумите. В мае 2008 года стал серебряным призёром чемпионата Европы 2008 года по версии WKF.

## Результаты на международных соревнованиях
- Чемпионат России по каратэ 2006 — ;
- Кубок России по каратэ 2006 — ;
- Чемпионат России по каратэ 2007 — ;
- Чемпионат мира по карате 2006 (команда) — 5;
- Чемпионат Европы по карате 2007 (команда) — ;
- Чемпионат Европы по карате 2008 (WKF) — ;

## Личная жизнь
В 2004 году окончил одну из школ Махачкалы. Является выпускником Дагестанского государственного технического университета.